# 科贾廷 (赫米利尼克区村庄)
49°44′22″N 28°50′20″E / 49.73944°N 28.83889°E
科賈廷（烏克蘭語：Козятин），是烏克蘭西南部文尼察州赫米利尼克區科贾廷市镇内的村落，位在同名城市科賈廷北方約2公里。始建於1672年，面積20.08平方公里，海拔高度307米，2001年人口3,527，人口密度每平方公里175.68人。